# Rota (vulkan)
Rota är en 832 meter hög utslocknad stratovulkan i den vulkaniska bergskedjan Cordillera Los Maribios i västra Nicaragua. Den ligger drygt tio kilometer norr om León, mellan de aktiva vulkanerna Telica och Cerro Negro.